# Курменты (приток Чилика)
Курменты или Курмекты (каз. Күрменті) — река в Казахстане, течёт по территории Кегенского района на юго-востоке Алматинской области. Правый приток среднего течения Чилика.
Длина реки составляет 20 км или, согласно другим данным, 23 км. Площадь водосборного бассейна — 75 км².
Курменты вытекает из озера около одноимённого перевала на хребте Кунгей-Алатау. Течёт в основном на северо-северо-восток. В нижнем течении пересекает село Курмети. Впадает в Чилик по правому берегу в 132 км от его устья, напротив хребта Акшолак.